# 적사병의 가면극

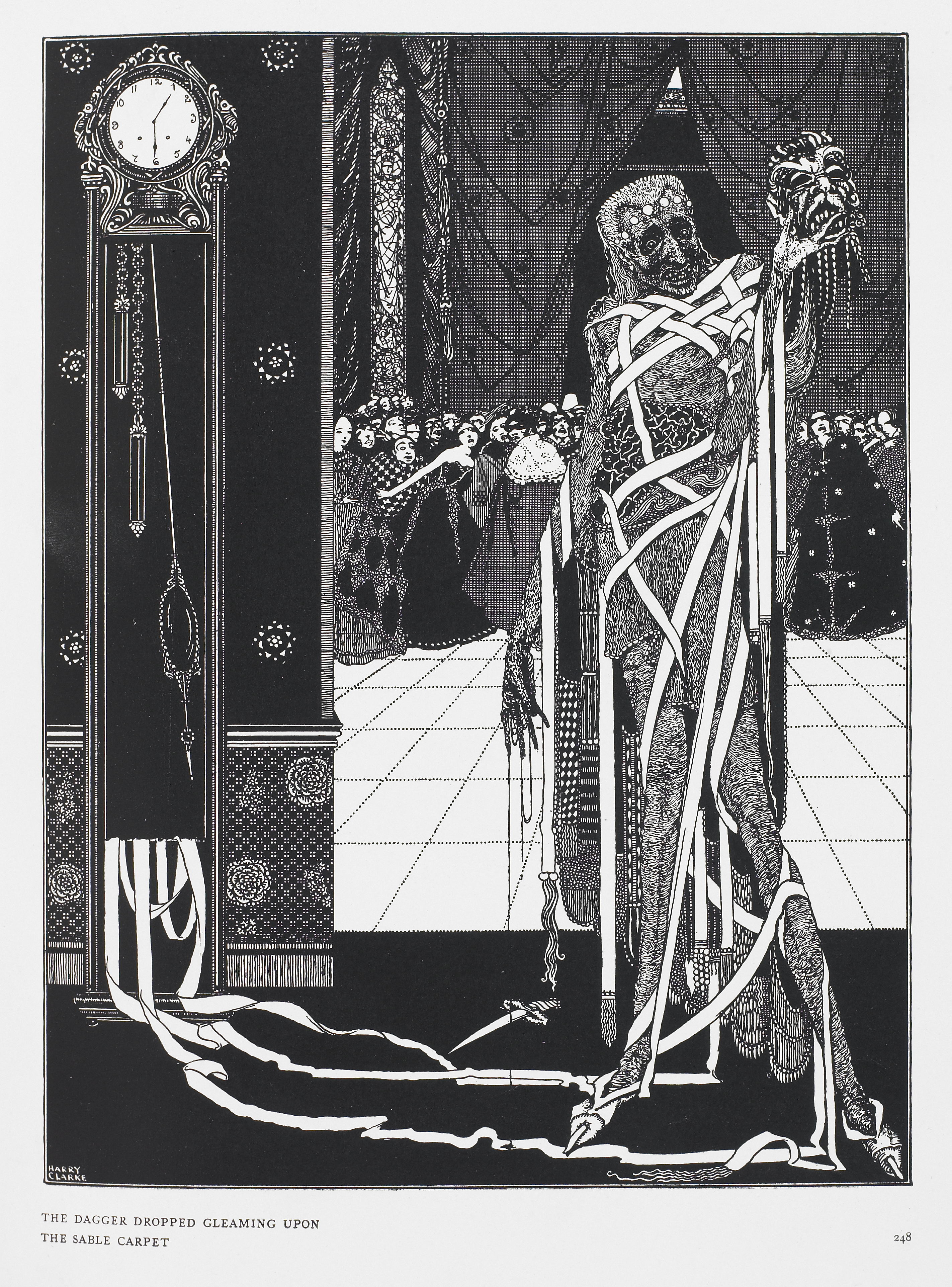

〈적사병의 가면극〉("The Masque of the Red Death")은 에드거 앨런 포의 단편소설이다. 원래 제목은 〈적사병의 가면: 판타지〉("The Mask of the Red Death: A Fantasy")였다.
포의 소설중에 유일하게 주인공의 이름이 적힌 소설이다. 주인공의 이름은 Prince prospero이다.

## 같이 보기
- 페스트 (소설)